# 沃洛希納 (特諾皮爾州)
49°18′40″N 25°00′35″E / 49.31111°N 25.00972°E

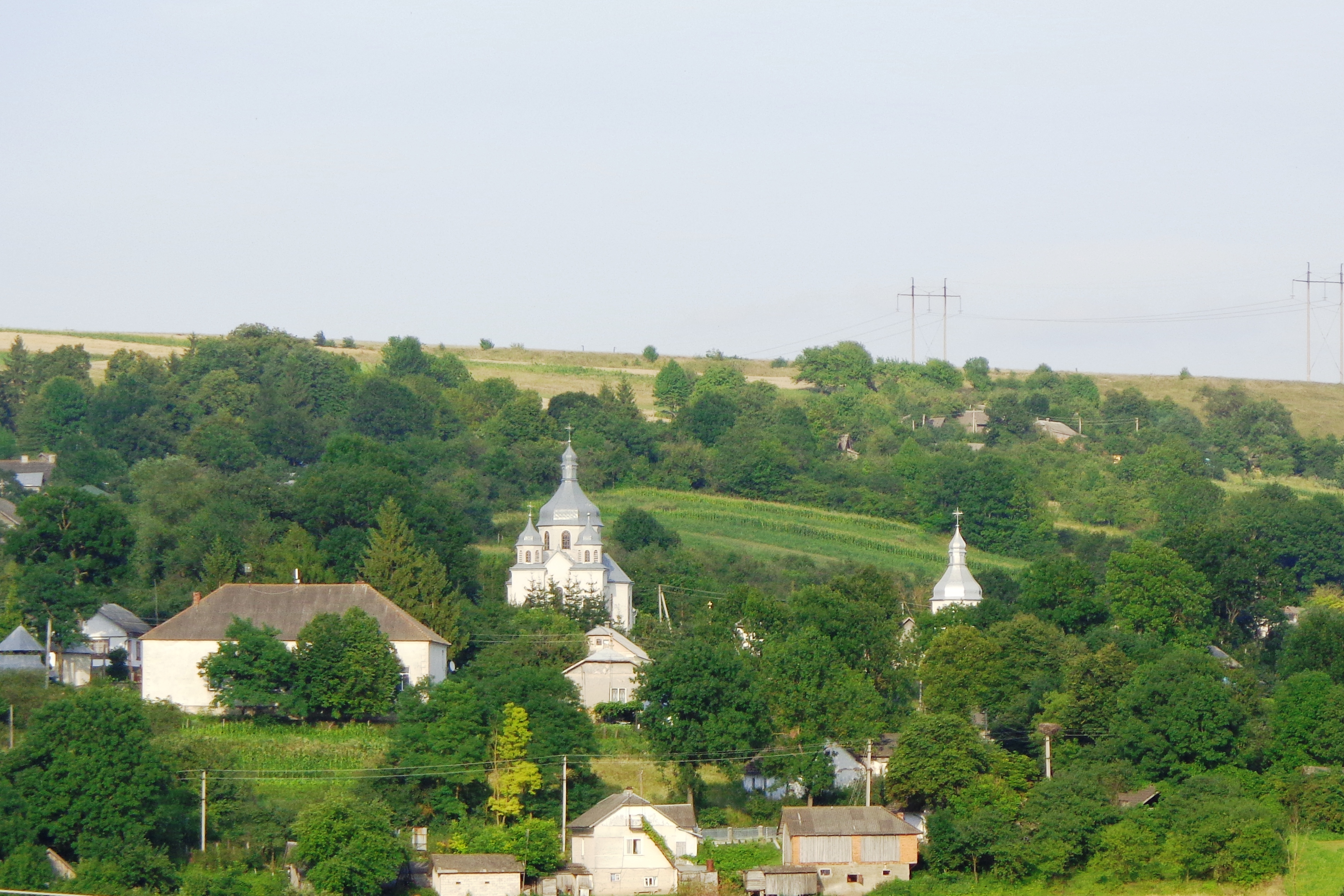

沃洛什奇納（烏克蘭語：Волощина）是位於烏克蘭西南部的村莊，由特諾皮爾州特諾皮爾區的薩蘭丘基市鎮負責管轄。該村始建於1785年，面積2.99平方公里，2014年人口320，人口密度每平方公里137.1人。